# Barfußarzt

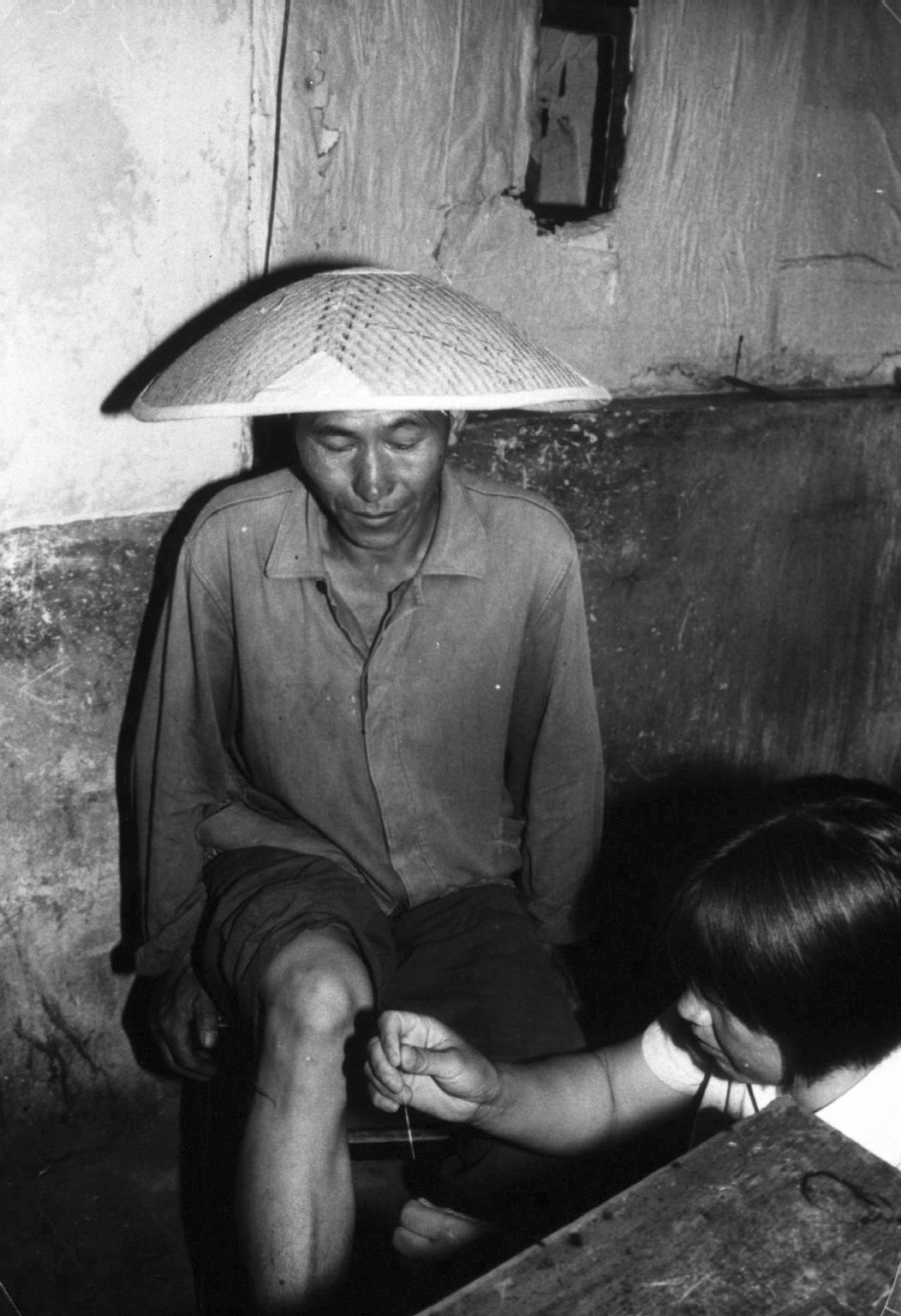
Eine chinesische Barfußärztin führt eine Akupunktur durch

In China bezeichnete der Begriff Barfußarzt (chinesisch 赤腳醫生 / 赤脚医生, Pinyin chìjiǎo yīshēng) Menschen, die zwar ärztlich tätig waren, dabei jedoch nur Minimalanforderungen erfüllten (erfüllen konnten). Die Barfußärzte wurden in das modernere System der Dorfärzte überführt.

## Definition
Als Barfußarzt wird in China eine in traditioneller chinesischer Medizin ausgebildete Person bezeichnet, die von Dorf zu Dorf zieht. Unter anderem soll mit dem Begriff auch ausgedrückt werden, dass der Betreffende keine akademische Ausbildung besitzt. Auf diese Weise versucht man in China, auch in den Dörfern ein Minimum an medizinischer Versorgung zu gewährleisten.

## Einsatz
Der Barfußarzt war insbesondere während der Kulturrevolution Teil einer stärkeren Hinwendung zu den ländlichen Gebieten. Dies wird auch mit einem Ausspruch Mao Zedongs unterstrichen, der 1965 forderte: „Legt den Schwerpunkt im Gesundheitswesen auf die ländlichen Gebiete!“
Der Barfußarzt war nicht Teil der staatlichen Gesundheitsversorgung, sondern wurde vom landwirtschaftlichen Kollektiv organisiert und finanziert. Er war ein Mitglied des landwirtschaftlichen Kollektivs, der nur einfache medizinische Zusatzdienste verrichtete. In der Propaganda sollte dies immer ein Bauer sein, oft war es jedoch auch ein landverschickter Jugendlicher oder andere, die aufs Land strafversetzt wurden. Meist hatte er lediglich eine dreimonatige Ausbildung im Krankenhaus des Landkreises und übernahm dann vor allem Aufgaben der Vorbeugung. Er war die erste Anlaufstation für die Bauern, wobei eine Versorgung mit Kräutern propagiert wurde. Wie viele Barfußärzte es wirklich gab, ist heute nicht mehr festzustellen, weil zum Zeitpunkt der Kulturrevolution keine offizielle Statistik geführt wurde.
Auch Frauen waren als Barfußärzte tätig. Es gibt Vermutungen, dass sie sogar die Mehrheit bildeten.
Einen Barfußarzt in vorstehender Form gibt es nicht mehr. Die verbliebenen Barfußärzte wurden 1985 in Dorfärzte ( 乡村医生,  xiāngcūn yīshēng ) umbenannt.

## Übertragene Bedeutung
Ähnliches gibt es auch in anderen Ländern Asiens und Afrikas.
In Deutschland wird der Begriff für akademisch ausgebildete Ärzte und Fachärzte verwendet, die ohne nennenswerte Hilfsmittel arbeiten oder arbeiten müssen. Der Begriff wird auch in abwertender Weise für (vermeintlich) unqualifizierte Mediziner oder Medizinergruppen, etwa in der Bedeutung von Quacksalber, verwendet.